# Sinfonía n.º 7 (Arnold)
La Sinfonía n.º 7 Opus 113 de Malcolm Arnold fue estrenada en Londres en mayo de 1974 por la Orquesta New Philharmonia.

## Movimientos
- Allegro energico
- Andante con moto
- Allegro

## Descripción
Dedicada a sus tres hijos (Katherine, Robert y Edward), la sinfonía n.º 7 es la más extrema, tensa y disonante de todas las sinfonías de Malcolm Arnold. Si en las anteriores se señalaba la influencia de Mahler o Shostakovich, en esta las influencias hay que encontrarlas en Ígor Stravinski, lo que demuestra el considerable alejamiento del camino marcado por las anteriores sinfonías. Todo ello la convierte en una rara avis en el recorrido sinfónico de Arnold.
Como su predecesora, está compuesta en tres movimientos, cada uno de los cuales es el retrato de cada uno de los hijos del compositor, si bien Arnold nunca reveló la correspondencia de estos retratos. Lo cierto es que su enorme implicación personal en la creación de la sinfonía (que compuso largamente en casa de William Walton en la isla italiana de Ischia) la dotó de un aspecto brusco y tenso, y la convirtió en la más difícil de interpretar.
El primero de los tres movimientos es, probablemente, el más brusco y extremo de la sinfonía, y en él la influencia de Stravinski y su La consagración de la primavera resulta evidente. Se inicia con una acumulación caótica, desordenada y disonante de motivos musicales interpretada por los violines en un registro muy agudo. Tras un pequeño desarrollo de esta introducción, se da paso a una melodía más definida pero de tono igualmente tenso. Esta melodía flota a lo largo de todo el movimiento, y se muestra de nuevo con claridad hacia la segunda mitad del mismo, aunque esta vez con un extraño ritmo de rag. La reexposición del comienzo del movimiento da paso a la parte más tensa de la obra, interpretada por los timbales, la cuerda y el viento metal con una gran intensidad de volumen. El movimiento termina con tres bruscas intervenciones del viento metal junto con la percusión.
El segundo movimiento es lento y se desarrolla, por lo general, a una intensidad de volumen baja. La orquestación es económica; es decir, las intervenciones de los distintos instrumentos se producen, en la mayoría de los casos, sin mayor acompañamiento que el del insignificante colchón que forma la cuerda. En este panorama desnudo, hacia el final del movimiento aparece un brutal unísono de la orquesta, que desarrolla el tema anteriormente planteado de manera dispersa con toda la intensidad de volumen de la que son capaces los diversos instrumentos de la orquesta. Este segundo movimiento, Andante con moto, finaliza en pianísimo de la mano de la cuerda.
El tercer movimiento mantiene el tono de los dos anteriores, aunque se muestra algo más melódico. La orquestación vuelve a enriquecerse, aunque sin llegar al grado de densidad del primer movimiento. Hacia la mitad del tiempo aparece una ligera melodía irlandesa de la mano del arpa y el flautín, y sobre un disonante colchón formado por el resto de la orquesta. De manera brusca, aparece una melodía irlandesa imitativa de la música del grupo The Chieftains, con un aire alegre que contrasta con el resto de la sinfonía. Al finalizar este paréntesis, el arpa vuelve a interpretar el tema que había planteado anteriormente. Bruscamente reaparece el tema principal del movimiento, aunque con una orquestación más contundente. La sinfonía finaliza con varias intervenciones al unísono de toda la orquesta, que forma un acorde mayor que da al final un aire triunfalista.
La Sinfonía n.º 7 es considerada una de las más logradas del compositor. En nada se parece a sus composiciones más ligeras, ni siquiera a sus otras sinfonías; su aura emocional y la tensión que desprende evitan cualquier amago de indiferencia por parte del oyente, y reafirman, en cierta forma, el carácter "serio" de las sinfonías de Arnold.